# Адорно, Милькиадес
Милькиадес Баутиста Адорно Агуэро (исп. Milciades Bautista Adorno Aguero; род. 27 января 2005, Парагвай) — парагвайский футболист, нападающий клуба «Спортиво Амельяно».

## Клубная карьера
Адорно — воспитанник столичного клуба «Гуарани». 1 мая 2022 года в матче против столичной «Соль де Америка» он дебютировал в парагвайской Примере. 12 мая в поединке против «Ресистенсия» Милькиадес забил свой первый гол за «Гуарани».